# Besseria oblita
Besseria oblita är en tvåvingeart som beskrevs av Herting 1979. Besseria oblita ingår i släktet Besseria och familjen parasitflugor.
Artens utbredningsområde är Namibia. Inga underarter finns listade i Catalogue of Life.